# 160
160 рік — високосний рік, що почався у вівторок за григоріанським календарем. 
Римська імперія •  Парфянське царство •  Кушанське царство •  Східна Хань •  Сармати

## Геополітична ситуація
У Римській імперії править імператор Антонін Пій (до 161). Імперія  займає Апеннінський, Піренейський та Балканський півострови, Галлію, частину Британії, Близький Схід, Північну Африку включно з Єгиптом. 
Наймогутніша держава центральної Азії — Парфянське царство. Наймогутніша держава Індостану — Кушанське царство. Династія Хань править у Китаї.  Корейський півострів ділять між собою Три корейські держави. 
Триває докласичний період цивілізації мая.
На території майбутньої України, в степах Причорномор'я, кочують сармати, північніше — племена Черняхівської культури.

## Події
- Консулами у Римі були Аппій Анній Атілій Брадва і Тит Клодій Вібій Вар.
- Римляни повернули собі Антонінів вал у Британії.
- Грецький історик Аппіан написав 24-томну «Історію Риму». (дата приблизна)
- Географ Діонісій Перієгет першим серед греків згадав гунів.
- У Римі почали виробляти мило з вапна, попелу й жиру. (дата орієнтовна)
- Перші буддійські ченці прибули до Китаю. (дата орієнтовна)

## Народились
- Аннія Корніфіція Фаустіна молодша — дочка Марка Аврелія.
- Гуань Юй — китайський державний діяч, військовик періоду Саньго.

## Померли
- Маркіон Синопський — християнський «єретик» II ст.
- Герма — автор Пастиря Герми.
- Віктор Сієнський — християнський мученик.